# Cheon Sang-byeong
Cheon Sang-byeong (천상병,千祥炳, 29 janvier 1930 - 28 avril 1993) est un écrivain sud-coréen. 

## Biographie
Cheon Sang-byeong est né au Japon le 29 janvier 1930. Il immigre à Masan, en Corée en 1945, après que la Corée eut été libérée du Japon. C'est ainsi à l'âge de 15 ans que Cheon commença à écrire des poèmes dans la langue de ses ancêtres. Il publie son premier poème Eau de rivière alors qu'il est encore à l'école. Cheon a étudié à l'université nationale de Séoul durant une courte période, avant qu'un incident ne change le cours de sa vie. En 1967, il fut impliqué dans une affaire d'espions venus de Berlin-Est et fut emprisonné pendant 6 mois, période pendant laquelle il fut brutalement torturé. Cette expérience terrifia Cheon, qui plongea alors dans l'alcool. Retrouvé inconscient dans la rue, Cheon fut placé par ses amis dans un établissement spécialisé. Le croyant alors finalement décédé, ses amis décidèrent de publier un livre posthume des récits de Cheon. Pourtant Cheon recouvre la santé, et commence alors une carrière d'écrivain prolifique. 

## Œuvre
Cheon Sang-byeong écrit sa poésie avec la volonté de transcender le quotidien. Il évite les artifices, et les décorations excessives dans son langage pour délivrer un chaos d'émotions et une simplicité non forcée, tout en explorant de manière candide les problèmes existentiels les plus complexes. Il écrit sa poésie avec un langage condensé qui fait fi des expressions les plus légères ou romancées pour ne pas détourner l'attention du lecteur de son objectif en tant qu'écrivain : observer et diviniser l'origine de l'univers, la vie et la mort, et les raisons pour lesquelles l'humain éprouve des souffrances parfois considérables. Son poème le plus connu Retour au paradis (Gwicheon) évoque la rencontre d'un homme avec l'au-delà, en évoquant son passage de la vie à la mort, tel un passage d'un monde à un autre : « Je retourne au paradis, c'est le moment où mon séjour en ce joli monde prend fin. Je m'en vais en disant que c'était beau ». Cheon est resté fidèle à sa ligne de conduite vis-à-vis de son écriture, il a su préservé son idéal d'écriture qui vise à surmonter la réalité empirique et superficielle du quotidien pour parvenir à un stade supérieur de la pensée, de l'émotion sans pour autant recourir à un discours mélodramatique ou emphatique.